# قصة آب
قصة آب، رواية كتبها ستانلي واترلو عام 1897.

## ملخص القصة
آب هو ولد من العصر الحجري، ينمو ليصبح رجلاً شاباً في خضم المخاطر العديدة التي تكتنف عصره. يشترك آب مع صديقه أوك في الإمساك بصغار الكركدنيات، ويشتركان في مطاردة الماموث. كما يشارك في حملات الصيد مع القبيلة ليثبت أنه أصبح رجلاً. تجذب الفتيان إحدى فتيات القبيلة وتدعى لايتفوت، لذا يضطر آب لقتل صديقه في قتال وحشي، فيفوز بقلب لايتفوت. إلا أنه يصبح أسيراً لشعور الذنب لقتله صديقه. بعد أن غدا رجلاً، يساعد آب قبيلته بقتل السنوريات ذات الاسنان السيفية المتوحشة المغيرة، إذ يقود شعبه في معركة كبيرة ضد غزو هذه الحيوانات، وبذا يصبح زغيم سكان الكهوف، وبطريركاً لعائلته الشخصية الكبيرة.
وظّف المؤلف شخصية «آب» ليدعم زعمه أن هناك فاصل حاد بين فترتي العصر الحجري القديم والعصر الحجري الحديث، حيث تعلم الإنسان تدريجياً أن يصنع أدوات وأسلحة مصقولة كما فعل آب. فقد اخترع آب في حياته القوس والسهم، وهو أول من استئنس الذئب كحيوان أليف.

## وصلات خارجية
- كتاب مجاني: قصة آب على مشروع غوتنبرغ